# Motarzewo (przystanek kolejowy)
Motarzewo – zlikwidowana w 1945 roku stacja kolejowa, później przystanek osobowy i ładownia kolejowa w Motarzewie, w gminie Czaplinek, w powiecie drawskim, w województwie zachodniopomorskim, w Polsce.